# Mount Longido
Der Mount Longido ist ein 2637 m hoher Berg im Longido-Distrikt im Norden der zu Tansania gehörenden Region Arusha.
Der Berg liegt wenige Kilometer südlich der Staatsgrenze zu Kenia, ca. 80 km südöstlich liegt das Kilimandscharo-Massiv, 70 km südlich liegt der Mount Meru und 90 km im Westen liegt der Natronsee.
Das Longido Forest Reserve, ein Naturschutzgebiet, umfasst die isolierte Spitze des Mount Longido.
Die gleichnamige Siedlung Longido liegt nahe der Bergspitze im Süden.

## Galerie

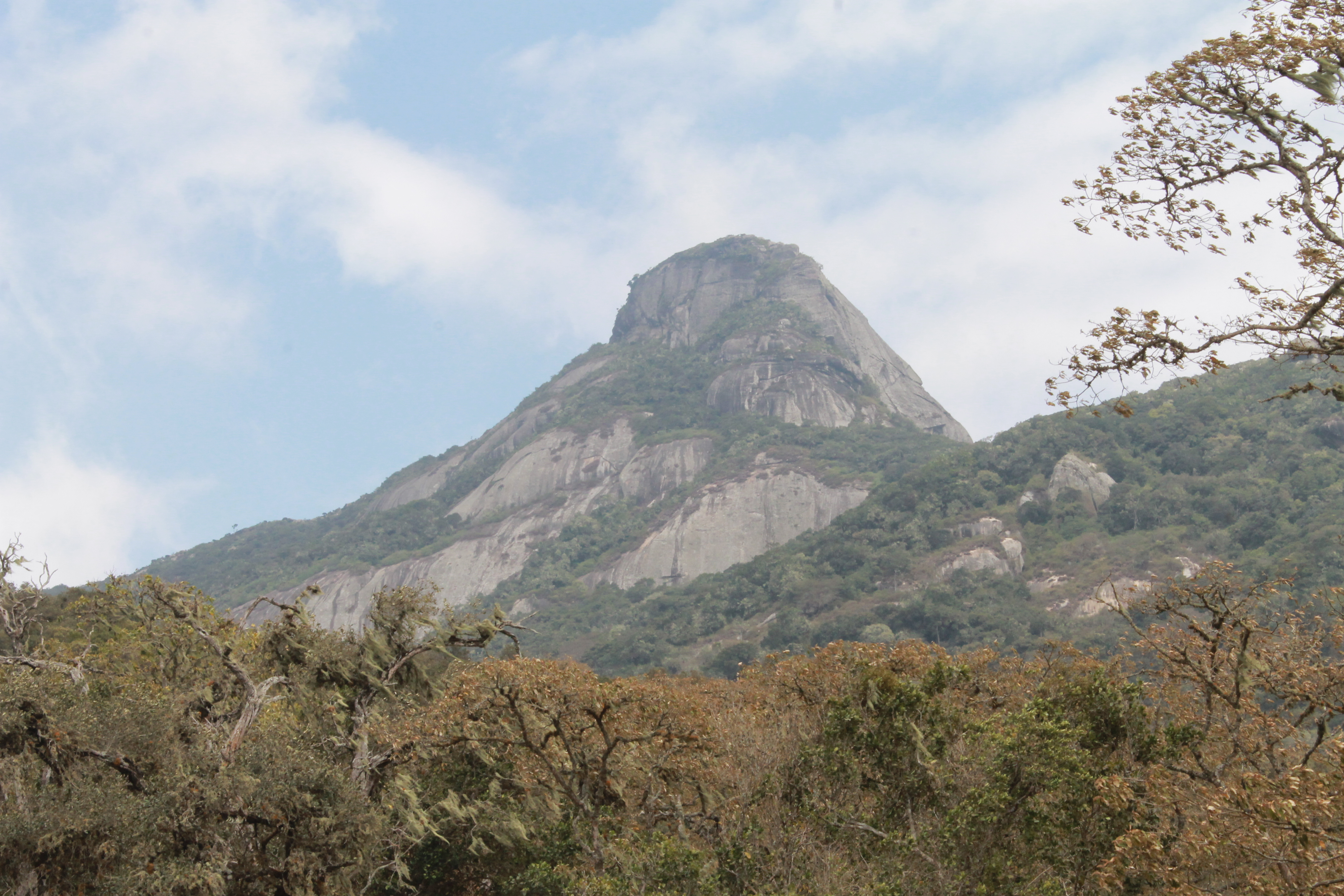
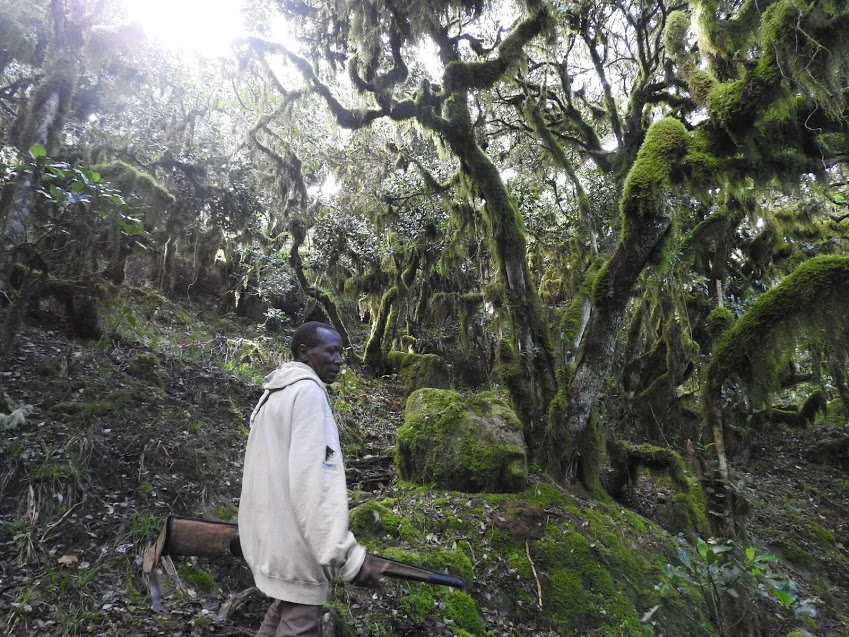
Bergführer im Wald unterhalb des Gipfels